# 가족의 죄
《가족의 죄》(스페인어: Crímenes de familia)는 2020년 넷플릭스에서 방영한 아르헨티나의 범죄 스릴러 드라마 영화이다.

## 출연진

### 주연
- 세실리아 로스 : 알리시아 역

### 조연
- 미구엘 앙헬 솔라 : 이그나치오 역
- 소피아 갈라 카스티글리오네 : 마르첼라 역
- 벤자민 아마데오 : 다니엘 역
- 야니나 아빌라 : 글라디스 역

## 촬영 장소
- 아르헨티나 부에노스 아이레스